# Natura 2000-område nr. 156 Store Åmose, Skarre Sø og Bregninge Å
Natura 2000-område nr. 156 Store Åmose, Skarre Sø og Bregninge Å   er et Natura 2000-område der består af habitatområdet  H137 areal på 3.400 hektar, hvoraf 11 ha er statsejet. Natura 2000-området ligger   i Vandområdedistrikt II Sjælland  i vandplanomåde 2.1 Kalundborg  i Kalundborg- , Holbæk- og Sorø Kommuner.

## Områdebeskrivelse
Området består  to delområder, hvor den vesttlige del omfatter  vandløb og vådbundsarealer langs Bregninge Å. Det andet,østlige område dækker Skarresø og vandløb og vådbundsarealer (Åmosen) langs Åmose Å og Øvre Halleby Å opstrøms Øresø Mølle. Langs Bregninge Å findes udstrakte pilekrat og rørskov stedvis med vældpræg. Særligt interessant er forekomsterne af den truede naturtype rigkær langs Bregninge Å. Nord for Løgtved Plantage ses rigkær i mosaik med den prioriterede naturtype avneknippemose  og den sjældne søtype kransnålalgesø. Sump-vindelsnegl er kendt fra rigkær og rørsump flere steder i området, bl.a. fra Viskinge Mose og fra rørsump ved Strids Mølle foruden fra en overvågningslokaliteten i Gammelrand Mose.
En stor del af Natura 2000-området er dækket af skovnaturtyper, primært de to prioriterede typer, skovbevokset tørvemose Åmose Å-området og elle- og askeskov i Bregninge Å-området.

### Naturtilstand
Områdets småarealer med nedbrudt højmose har overvejende ringe tilstand, hvilket
primært skyldes uhensigtsmæssig hydrologi og tilgroning med vedplanter.
Områdets tidvis våde enge og rigkær er overvejende i moderat eller god tilstand. Skovnaturtyperne er generelt i god tilstand.

## Fredninger
Området omkring Kongemosen og Sandlyng Mose i Åmosen i den østlige del af Natura-2000 området blev fredet pga. sine mange kulturarvsfund tilbage i 1993. Det fredede areal omfatter 230 hektar. Den generelle beskyttelse omfatter vandløb, moser, enge og søer og vandhuller over en vis størrelse.